# Distant Light (album des Hollies)
Pour les articles homonymes, voir Distant Light.
Albums de The Hollies
Confessions of the Mind
(1970) Romany
(1972)
Singles
1. Long Cool Woman in a Black Dress (en)
Sortie : avril 1972
2. Long Dark Road
Sortie : octobre 1972

Distant Light est le onzième album du groupe The Hollies, sorti fin 1971. Le chanteur et membre fondateur Allan Clarke quitte le groupe peu après sa sortie pour se lancer dans une carrière solo.
Le single Long Cool Woman in a Black Dress (en), au son inspiré par le swamp rock de Creedence Clearwater Revival, connaît un succès inattendu aux États-Unis où il se classe no 2 des ventes.

## Titres
| 1. | What a Life I've Led | Tony Hicks, Kenny Lynch | 3:58 |
| 2. | Look What We've Got  | Tony Hicks, Kenny Lynch | 4:07 |
| 3. | Hold On              | Allan Clarke            | 4:07 |
| 4. | Pull Down the Blind  | Terry Sylvester         | 3:30 |
| 5. | To Do with Love      | Tony Hicks, Kenny Lynch | 3:29 |
| 6. | Promised Land        | Tony Hicks, Kenny Lynch | 4:29 |

| 7.  | Long Cool Woman in a Black Dress (en) | Allan Clarke, Roger Cook (en), Roger Greenaway (en) | 3:19 |
| 8.  | You Know the Score                    | Allan Clarke, Terry Sylvester                       | 5:37 |
| 9.  | Cable Car                             | Terry Sylvester                                     | 4:25 |
| 10. | A Little Thing Like Love              | Allan Clarke, Tony Macaulay                         | 3:19 |
| 11. | Long Dark Road                        | Tony Hicks, Kenny Lynch                             | 4:16 |

## Musiciens
- Bernie Calvert : basse, chant
- Allan Clarke : chant
- Bobby Elliott : batterie, percussions
- Tony Hicks : guitare, chant
- Terry Sylvester : guitare, chant

## Classements
| Classement                 | Meilleure position | Semaines de présence |
| -------------------------- | ------------------ | -------------------- |
| États-Unis (Billboard 200) | 21                 | 21                   |